# Anthophora plagioleuca
Anthophora plagioleuca är en biart som beskrevs av Hans Hedicke 1940. Anthophora plagioleuca ingår i släktet pälsbin, och familjen långtungebin. Inga underarter finns listade i Catalogue of Life.